# Pulitzer-Preis 2000
Der Pulitzer-Preis 2000 war die 84. Verleihung des US-amerikanischen Literaturpreises. Die Jury bestand aus 19 Personen unter dem Vorsitz von Jack Fuller and John L. Dotson. Das „Pulitzer Prize Board“ vergab Preise für Arbeiten, die während des Kalenderjahres 1999 entstanden waren.

## Bereich Journalismus(Journalism)
| Kategorie                                                  | Preisträger                                                               | Begründung |
| ---------------------------------------------------------- | ------------------------------------------------------------------------- | --- |
| Aktuelle Berichterstattung (Breaking News Reporting)       | Mitarbeiter von The Denver Post                                           | Preis verliehen für seine klare und ausgewogene Berichterstattung über das Schülermassaker an der Columbine High School. |
| Dienst an der Öffentlichkeit (Public Service)              | The Washington Post, insbesondere für die Arbeit von Katherine Boo        | Preis verliehen für die Aufdeckung der erbärmlichen Vernachlässigungen und Misshandlungen in den Wohnheimen für geistig Behinderte der Stadt, was die Beamten dazu zwang, die Zustände einzugestehen und mit Reformen zu beginnen.              |
| Investigativer Journalismus (Investigative Reporting)      | Sang-Hun Choe, Charles J. Hanley und Martha Mendoza von Associated Press, | Preis verliehen für die Enthüllung des jahrzehntealten Geheimnisses mithilfe umfangreicher Dokumente, wie amerikanische Soldaten zu Beginn des Koreakrieges bei einem Massaker an der No-Gun-Ri-Brücke Hunderte koreanische Zivilisten töteten. |
| Hintergrundberichterstattung (Explanatory Journalism)      | Eric Newhouse vom Great Falls Tribune                                     | Preis verliehen für seine anschauliche Auseinandersetzung mit Alkoholmissbrauch und den Problemen, die er in der Gemeinschaft verursacht. |
| Beat Reporting (Specialized Reporting)                     | George Dohrmann von der St. Paul Pioneer Press                            | Preis verliehen für seine trotz negativer Leserreaktion entschlossene Berichterstattung, die akademischen Betrug im Männer-Basketballprogramm der University of Minnesota aufdeckte.                                                            |
| Kritik (Criticism)                                         | Henry Allen von The Washington Post                                       | Preis verliehen für sein frisches und maßgebliches Schreiben über Fotografie. |
| Karikatur (Editorial Cartooning)                           | Joel Pett vom Lexington Herald-Leader                                     | |
| Leitartikel (Editorial Writing)                            | John C. Bersia vom Orlando Sentinel                                       | Preis verliehen für seine leidenschaftliche redaktionelle Kampagne gegen die räuberische Kreditvergabepraxis im Bundesstaat, die zu Änderungen der lokalen Kreditvergabevorschriften führte.                                                    |
| Kommentar (Commentary)                                     | Paul A. Gigot von The Wall Street Journal                                 | Preis verliehen für seine informativen und aufschlussreichen Kolumnen zu Politik und Regierung. |
| Auslandsberichterstattung (International Reporting)        | Mark Schoofs von The Village Voice                                        | Preis verliehen für seine provokante und aufschlussreiche Serie über die AIDS-Krise in Afrika. |
| Berichterstattung im Inland (National Reporting)           | Mitarbeiter von The Wall Street Journal                                   | Preis verliehen für seine aufschlussreichen Berichte, die die Verteidigungsausgaben und den Militäreinsatz der USA in der Zeit nach dem Kalten Krieg in Frage stellen und Alternativen für die Zukunft bieten.                                  |
| Feature Writing (Feature Writing)                          | J.R. Moehringer von der Los Angeles Times                                 | Preis verliehen für sein Porträt von Gee’s Bend, einer abgelegenen Flussgemeinde in Alabama, in der viele Nachkommen von Sklaven leben, und wie eine geplante Fähre zum Festland dies verändern könnte.                                         |
| Aktuelle Fotoberichterstattung (Breaking News Photography) | Fotografen der Denver Rocky Mountain News                                 | Preis verliehen für seine beeindruckende Sammlung emotionaler Bilder, die nach den Schießereien auf Schüler an der Columbine High School aufgenommen wurden.                                                                                    |
| Feature-Fotoberichterstattung (Feature Photography)        | Carol Guzy, Michael Williamson und Lucian Perkins von The Washington Post | Preis verliehen für ihre intimen und ergreifenden Bilder, die die Not der Kosovo-Flüchtlinge zeigen. |

## Bereich Literatur, Theater und Musik(Books, Drama & Music)
| Kategorie                                                   | Preisträger |
| ----------------------------------------------------------- | --- |
| Geschichte (History)                                        | Freedom From Fear: The American People in Depression and War, 1929-1945 von David M. Kennedy (Oxford University Press)                                                                       |
| Belletristik (Fiction)                                      | Interpreter of Maladies (deutscher Titel: Melancholie der Ankunft) von Jhumpa Lahiri (Mariner Books/Houghton Mifflin)                                                                        |
| Sachbuch (General Nonfiction)                               | Embracing Defeat: Japan in the Wake of World War II von John W. Dower (W.W. Norton & Company)                                                                                                |
| Musik (Music)                                               | Life is a Dream, Opera in Three Acts: Act II, Concert Version von Lewis Spratlan (G. Schirmer/AMP). Premiere am 28. Januar 2000, von Dinosaur Annex in Amherst. Libretto von James Maraniss. |
| Dichtung (Poetry)                                           | Repair von C.K. Williams (Farrar) |
| Theater (Drama)                                             | Dinner With Friends von Donald Margulies (TCG) |
| Biographie oder Autobiographie (Biography or Autobiography) | Vera (Mrs. Vladimir Nabokov) (deutscher Titel: Véra – Ein Leben mit Vladimir Nabokov) von Stacy Schiff (Random House)                                                                        |